# 1922 en Alberta
Chronologie de l'Alberta
- 1918
- 1919
- 1920
- 1921
- 1922
- 1923
- 1924
- 1925
- 1926

Cette page concerne des événements qui se sont produits durant l'année 1922 dans la province canadienne de l'Alberta.

## Politique
- Premier ministre : Herbert Greenfield des United Farmers
- Chef de l'Opposition :
- Lieutenant-gouverneur :  Robert George Brett
- Législature :

## Événements
- Football canadien : l'Université Queen's remporte la Coupe Grey contre les Elks d'Edmonton.

## Naissances
- 11 juin : Erving Goffman, né à Mannville et mort le 19 novembre 1982 à Philadelphie en Pennsylvanie, sociologue et linguiste américain d'origine canadienne. Avec Howard Becker, il est l'un des principaux représentants de la deuxième École de Chicago.

- 7 août : Edwin George Pulleyblank FRSC, né à Calgary et mort le 13 avril 2013[1], sinologue canadien, professeur émérite du département d'études asiatiques de l'université de la Colombie Britannique.